# Turki
Cet article concerne le village tunisien. Pour le prénom ou le nom arabe, voir Turki (homonymie).
Turki (arabe : تركي) est un village tunisien dépendant du gouvernorat de Nabeul et de la délégation de Grombalia.
Sa population est, en 2004, de 3 661 habitants.
Une sortie de l'autoroute A1 se trouve à proximité immédiate.

## Géographie
Il est situé à une quarantaine de kilomètres au sud-est de Tunis et à une vingtaine de kilomètres au nord-ouest de Nabeul. Grombalia, le chef-lieu de la municipalité et de la délégation, se trouve à environ deux kilomètres au nord-ouest de la ville.
Turki se trouve dans une plaine qui porte le nom de sa voisine Grombalia, à l'extrémité occidentale de la péninsule du cap Bon.

## Histoire
Le village a vu le jour lors de l'arrivée de Morisques expulsés d'Espagne au XVIIe siècle.